# مولینس (کارولینای جنوبی)
مولینس(به انگلیسی: Mullins) شهری در ایالت کارولینای جنوبی کشور ایالات متحده آمریکا است که جمعیت آن در سرشماری سال ۲۰۱۰ میلادی، ۴٬۶۶۳ نفر بوده‌است.